# 謝爾比鎮區 (印第安納州傑佛遜縣)
謝爾比鎮區（英語：Shelby Township）是位於美國印第安納州傑佛遜縣的一個行政鎮區。

## 地方資料
根據2010年美國人口普查的數據，謝爾比鎮區的面積為125.60平方千米，當中陸地面積為125.20平方千米，而水域面積為0.40平方千米。當地共有人口1133人，而人口密度為每平方千米9.02人。